# Bélgica en la Copa Mundial de Fútbol de 1990
Bélgica es una de las 24 selecciones participantes en la Copa Mundial de Fútbol de Italia 1990, la que es su octava participación en un mundial y la tercera de manera consecutiva.

## Clasificación
|                | J | G | E | P | GF | GC | GD  | Pts |
| -------------- | - | - | - | - | -- | -- | --- | --- |
| Bélgica        | 8 | 4 | 4 | 0 | 15 | 5  | +10 | 12  |
| Checoslovaquia | 8 | 5 | 2 | 1 | 13 | 3  | +10 | 12  |
| Portugal       | 8 | 4 | 2 | 2 | 11 | 8  | +3  | 10  |
| Suiza          | 8 | 2 | 1 | 5 | 10 | 14 | −4  | 5   |
| Luxemburgo     | 8 | 0 | 1 | 7 | 3  | 22 | −19 | 1   |

|                           | Bandera de Bélgica | Bandera de Checoslovaquia | Bandera de Luxemburgo | Bandera de Portugal | Bandera de Suiza |
| ------------------------- | ------------------ | ------------------------- | --------------------- | ------------------- | ---------------- |
| Bandera de Bélgica        | –                  | 2 – 1                     | 1 – 1                 | 3 – 0               | 1 – 0            |
| Bandera de Checoslovaquia | 0 – 0              | –                         | 4 – 0                 | 2 – 1               | 3 – 0            |
| Bandera de Luxemburgo     | 0 – 5              | 0 – 2                     | –                     | 0 – 3               | 1 – 4            |
| Bandera de Portugal       | 1 – 1              | 0 – 0                     | 1 – 0                 | –                   | 3 – 1            |
| Bandera de Suiza          | 2 – 2              | 0 – 1                     | 2 – 1                 | 1 – 2               | –                |

## Jugadores
Estos son los 22 jugadores convocados para el torneo:

## Resultados
Bélgica fue eliminada en la segunda ronda.

### Grupo E
| País          | J | G | E | P | GF | GC | GD | Pts |
| ------------- | - | - | - | - | -- | -- | -- | --- |
| España        | 3 | 2 | 1 | 0 | 5  | 2  | +3 | 5   |
| Bélgica       | 3 | 2 | 0 | 1 | 6  | 3  | +3 | 4   |
| Uruguay       | 3 | 1 | 1 | 1 | 2  | 3  | −1 | 3   |
| Corea del Sur | 3 | 0 | 0 | 3 | 1  | 6  | −5 | 0   |

| 12 de junio de 1990 | Bélgica                   | 2-0     | Corea del Sur | Stadio Marc'Antonio Bentegodi, Verona                     |                                                           |
|                     | Degryse 53' · De Wolf 64' | Reporte |               | Asistencia: 32 790 espectadores Árbitro(s): Vincent Mauro | Asistencia: 32 790 espectadores Árbitro(s): Vincent Mauro |

| 17 de junio de 1990 | Bélgica                                   | 3-1     | Uruguay        | Stadio Marc'Antonio Bentegodi, Verona                          |                                                                |
|                     | Clijsters 15' · Scifo 24' · Ceulemans 47' | Reporte | Bengoechea 73' | Asistencia: 33 759 espectadores Árbitro(s): Siegfried Kirschen | Asistencia: 33 759 espectadores Árbitro(s): Siegfried Kirschen |

| 21 de junio de 1990 | España                         | 2-1     | Bélgica      | Stadio Marc'Antonio Bentegodi, Verona                           |                                                                 |
|                     | Míchel 26' (pen.) · Górriz 38' | Reporte | Vervoort 29' | Asistencia: 35 950 espectadores Árbitro(s): Juan Carlos Loustau | Asistencia: 35 950 espectadores Árbitro(s): Juan Carlos Loustau |

### Octavos de final
| 26 de junio de 1990 | Inglaterra | 1-0 (t. s.) | Bélgica | Stadio Renato Dall'Ara, Bologna                             |                                                             |
|                     | Platt 119' | Reporte     |         | Asistencia: 34 520 espectadores Árbitro(s): Peter Mikkelsen | Asistencia: 34 520 espectadores Árbitro(s): Peter Mikkelsen |